# Праксиноскоп
Праксиноскоп (потиче од грчке речи праксис - пракса и скопио - гледати) је оптички уређај 19. века. Француски проналазач Емил Рејно (Émile Reynaud 1844–1918) 1877. године побољшао је оптичку играчку зоотроп и представио нови, унапређенији изум који је назвао Праксиноскоп. 
Захваљујући овом уређају, пре него што је настао биоскоп, појавило се „оптичко позориште“ (Théâtre Optique). Пионир кинематографије Емил Рејно је у музеју Гревен у Паризу 28. октобра. 1892. године на свом патенту „оптичко позориште“ представио цртеже као анимацију. Тај догађај сматра се првом пројекцијом цртаног филма у свету. Међународни дан анимације се обележава 28. октобра у знак сећања на Емила Рејноа и његов изум праксиноскоп.

## Конструкција праксиноскопа
Уређај се састојао од два ваљка. Већи ваљак је био отворен са горње стране унутар којег се налазио мањи ваљак. На спољнем, већем цилиндру, налазила су се 12 цртежа, а на мањем, унутрашњем ваљку постављена су 12. огледала. Његовим окретањем цртежи се рефлектују од низа огледала постављених у средини па се стварао утисак непрекидних покрета. 12. огледала и 12 цртежа давало је анимацију од истог броја сличица коју је истовремено могло гледати више људи.

## Оптички уређаји
- Тауматроп
- Фенакистоскоп
- Стробоскоп
- зоотроп или зоетроп
- Фантаскоп
- Праксиноскоп
- Зоопраксископ
- Кинеограф
- Кинора
- Филоскоп
- Мутоскоп